# Daniel Austin Chimbalanga
Daniel Austin Chimbalanga (ur. 19 stycznia 1999) – malawijski piłkarz grający na pozycji obrońcy. Jest piłkarzem klubu MAFCO.

## Kariera klubowa
Ndhlovu jest piłkarzem klubu MAFCO.

## Kariera reprezentacyjna
W 2022 roku Chimbalanga został powołany do reprezentacji Malawi na Puchar Narodów Afryki 2021. Na tym turnieju nie rozegrał jednak żadnego meczu.